# Vắc-xin Rotavirus
Vắc-xin rotavirus là vắc-xin được sử dụng để bảo vệ chống lại nhiễm rotavirus, là nguyên nhân hàng đầu gây tiêu chảy nặng ở trẻ nhỏ. Vắc-xin phòng ngừa 15–34%  tiêu chảy nặng ở các nước đang phát triển và 37–96% tiêu chảy nặng ở các nước phát triển. Vắc-xin làm giảm nguy cơ tử vong ở trẻ nhỏ do tiêu chảy. Tiêm chủng trẻ sơ sinh làm giảm tỷ lệ mắc bệnh ở người lớn tuổi và những người chưa được chủng ngừa.
Tổ chức Y tế Thế giới (WHO) khuyến nghị vắc-xin rotavirus nên có trong chương trình tiêm chủng thường xuyên của một quốc gia, đặc biệt là ở những nơi bệnh đang lưu hành. Chủng ngừa nên thực hiện cùng với việc thúc đẩy cho con bú sữa mẹ, rửa tay, sử dụng nước sạch và vệ sinh tốt. Vắc-xin được đưa vào cơ thể bằng đường uống và yêu cầu hai hoặc ba liều. Vắc-xin nên được chủng ngừa lúc trẻ sáu tuần tuổi.
Vắc-xin an toàn, ngay cả những người bị nhiễm HIV/AIDS. Một loại vắc-xin trước đó không còn được sử dụng có mối liên kết đến bệnh lồng ruột, nhưng chưa tìm thấy ở phiên bản hiện tại. Nhưng do có nguy cơ tiềm ẩn, nên vắc xin cũng không được khuyến cáo cho trẻ nhỏ. Vắc-xin được bào chế từ rotavirus đã làm suy yếu.
Vắc-xin rotavirus có mặt lần đầu tiên tại Hoa Kỳ vào năm 2006. Vắc-xin nằm trong Danh sách các thuốc thiết yếu của WHO, các loại thuốc hiệu quả và an toàn nhất cần thiết trong một hệ thống y tế. Chi phí bán buôn ở các nước đang phát triển là từ 6,96 đô la Mỹ đến 20,66 đô la cho mỗi liều tính đến năm 2014. In the United States it is more than US$200. Tại Hoa Kỳ, chi phí này là hơn 200 đô la Mỹ. Tính đến năm 2013 có hai loại vắc-xin có sẵn trên toàn cầu, Rotarix và RotaTeq. Những loại khác được sử dụng ở một số quốc gia.